# ポーラスコンクリート
ポーラスコンクリート（英: porous concrete）は、多孔質のコンクリート。空隙が多いため保水力があり、植物を栽培することも可能なため、環境に配慮したコンクリート構造物が製作可能といわれている。